# Katharina Rijhnen
Katharina Isabell Rijhnen (geb. Rumpus; * 14. Mai 1993 in Heilbronn) ist eine deutsche Inline-Speedskaterin.

## Karriere
2010 gewann Rumpus drei Medaillen bei den Junioren-Weltmeisterschaften im kolumbianischen Guarne. Darunter ist auch die Goldmedaille im Ausscheidungsrennen, die ihr nachträglich aufgrund des positiven Dopingtests der kolumbianischen Sportlerin Paola Serrano zuerkannt wurde.
Danach gewann sie 2011 bei den Junioren-Weltmeisterschaften im koreanischen Yeosu Gold im Marathon und zweimal Bronze mit der Staffel. Den Titel im Ausscheidungsrennen konnte sie nicht verteidigen.
2012 gewann sie bei den Junioren-Weltmeisterschaften zwei Goldmedaillen im Marathon und der Staffel sowie einmal Silber über 1000 m.
Sie trainiert beim SSF Heilbronn. Seit 2010 startet Rumpus für das Powerslide Matter World Team.
Über 1000 Meter auf der Bahn und in ihrer Spezialdisziplin Marathon wurde sie, damals noch Lehramtsstudentin an der Universität Heidelberg, bei der Sommer-Universiade 2017 in Taiwan jeweils Vierte.
Im Oktober 2021, inzwischen Lehrerin an der Friedrich-Ebert-Schule Pfungstadt, heiratete sie den Inline-Speedskater und Eisschnellläufer Felix Rijhnen. 
Ihr Vater Bernd Rumpus ist Bundestrainer der deutschen Speedskater.

## Palmarès
2010
- JWM in Guarne
  - Gold 20000 m Auss. (Straße)
  - Silber 15000 m Auss. (Bahn)
  - Bronze 10000 m Punkte (Straße)
- German Inline Cup
  - Platz 2 Mittelrhein-Marathon und Bremen Challenge
  - Platz 3 XRace

2011
- JWM in Yeosu
  - Gold Marathon
  - Bronze 3000 m Staffel (Bahn) und 5000 m Staffel (Straße)
- German Inline Cup
  - Platz 2 Rhein-Main Skate-Challenge
  - Platz 3 Berliner Halbmarathon, XRace und Köln-Marathon
  - Platz 4 Gesamtwertung

2012
- JWM in Ascoli Piceno und San Benedetto del Tronto
  - Gold 5000 m Staffel (Straße) und Marathon
  - Silber 1000 m (Bahn)
- German Inline Cup
  - Platz 2 Rhein-Main Skate-Challenge und XRace
  - Platz 4 Gesamtwertung

2013
- EM in Almere
  - Silber 3000 m Staffel (Bahn), 5000 m Staffel (Straße) und Marathon
- DM
  - Gold 500 m
  - Bronze 1000 m
- German Inline Cup
  - Siegerin Berliner Halbmarathon, Mittelrhein-Marathon, Geisingen HM
  - Platz 3 Köln-Marathon

2014
- EM in Geisingen
  - Gold 3000 m Staffel (Bahn) und 5000 m Staffel (Straße)
  - Bronze Marathon
- DM
  - Gold 5000 m Punkte
  - Silber 10000 m Punkte Auss.
  - Bronze 1000 m
- World-Inline-Cup
  - Platz 2 Rennes
  - Platz 3 Dijon
- German Inline Cup
  - Siegerin Berliner Halbmarathon, Mittelrhein-Marathon
- Siegerin Fränkische Schweiz Marathon

2015
- WM in Kaohsiung
  - Silber 5000 m Staffel (Straße)
- EM in Wörgl und Innsbruck
  - Silber 5000 m Staffel (Straße)
- World-Inline-Cup
  - Platz 2 Dijon
  - Platz 3 Gesamtwertung
- German Inline Cup
  - Siegerin Salzburg
  - Platz 3 Berliner Halbmarathon und Berlin-Marathon

2016
- EM in Heerde und Steenwijk
  - Gold Marathon
- German Inline Cup
  - Platz 3 Berliner Halbmarathon

2018
- Sieg Berlin-Marathon

2019
- Platz 2 Berlin-Marathon Inline-Skating

2021
- Platz 3 Europäische Inline Speed Skating Meisterschaften in Canelas, Portugal[8]
- Platz 2 Berlin-Marathon Inline-Skating[9]